# Puccinia freycinetiae
Puccinia freycinetiae är en svampart som beskrevs av McKenzie 1988. Puccinia freycinetiae ingår i släktet Puccinia och familjen Pucciniaceae.   Inga underarter finns listade i Catalogue of Life.